# (5811) Keck
(5811) Keck es un asteroide perteneciente al cinturón de asteroides, región del sistema solar que se encuentra entre las órbitas de Marte y Júpiter, descubierto el 19 de mayo de 1988 por Eleanor F. Helin desde el Observatorio del Monte Palomar, Estados Unidos.

## Designación y nombre
Designado provisionalmente como 1988 KC. Fue nombrado Keck en homenaje a Howard B. Keck, presidente y posteriormente presidente emérito de la Fundación W. M. Keck. La fundación fue establecida en 1954 por su padre, William M. Keck, Sr., para apoyar la educación superior, la investigación médica y la ciencia. Bajo el liderazgo de Howard Keck, la Fundación otorgó las subvenciones para construir los telescopios gemelos gigantes del Observatorio W. M. Keck en la cumbre de Mauna Kea.

## Características orbitales
Keck está situado a una distancia media del Sol de 2,601 ua, pudiendo alejarse hasta 3,385 ua y acercarse hasta 1,816 ua. Su excentricidad es 0,301 y la inclinación orbital 10,30 grados. Emplea 1532,52 días en completar una órbita alrededor del Sol.

## Características físicas
La magnitud absoluta de Keck es 12,9. Tiene 7,646 km de diámetro y su albedo se estima en 0,256. 